# Loredan (Adelsgeschlecht)

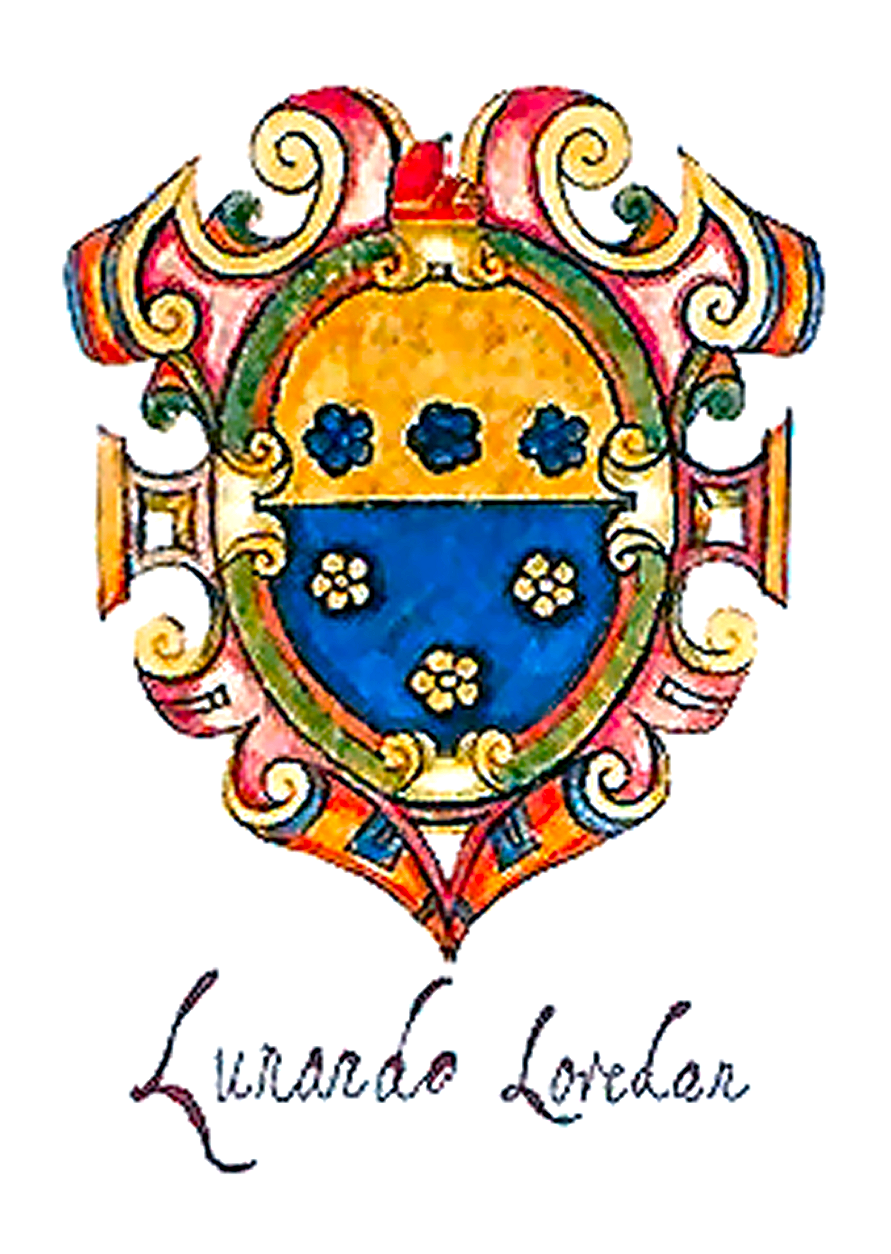
Wappen des Dogen „Lunardo Loredan“, frühes 17. Jahrhundert

Loredan ist der Name einer venezianischen Patrizierfamilie, die dem Großen Rat der Republik Venedig angehörte. Ab 1297 kam es zur serrata, der Schließung des Großen Rates. Sie stellte drei Dogen von Venedig. Die Familie wird daher zu jenen 16 Geschlechtern gezählt, die als die „herzoglichen Häuser“ (case nuove ducali) bezeichnet werden, obgleich sie diesen Rang natürlich nicht erblich, sondern nur in der jeweiligen Person des Wahlherzogs besaß (siehe: Patriziat von Venedig).
Die Loredan wurden in Venedig erstmals im Jahre 1015 urkundlich erwähnt. Sie waren als Kaufleute, Diplomaten und Militärs tätig. Eine Familienangehörige, Donata, war die Ehefrau des Marco Polo.

## Geschichte

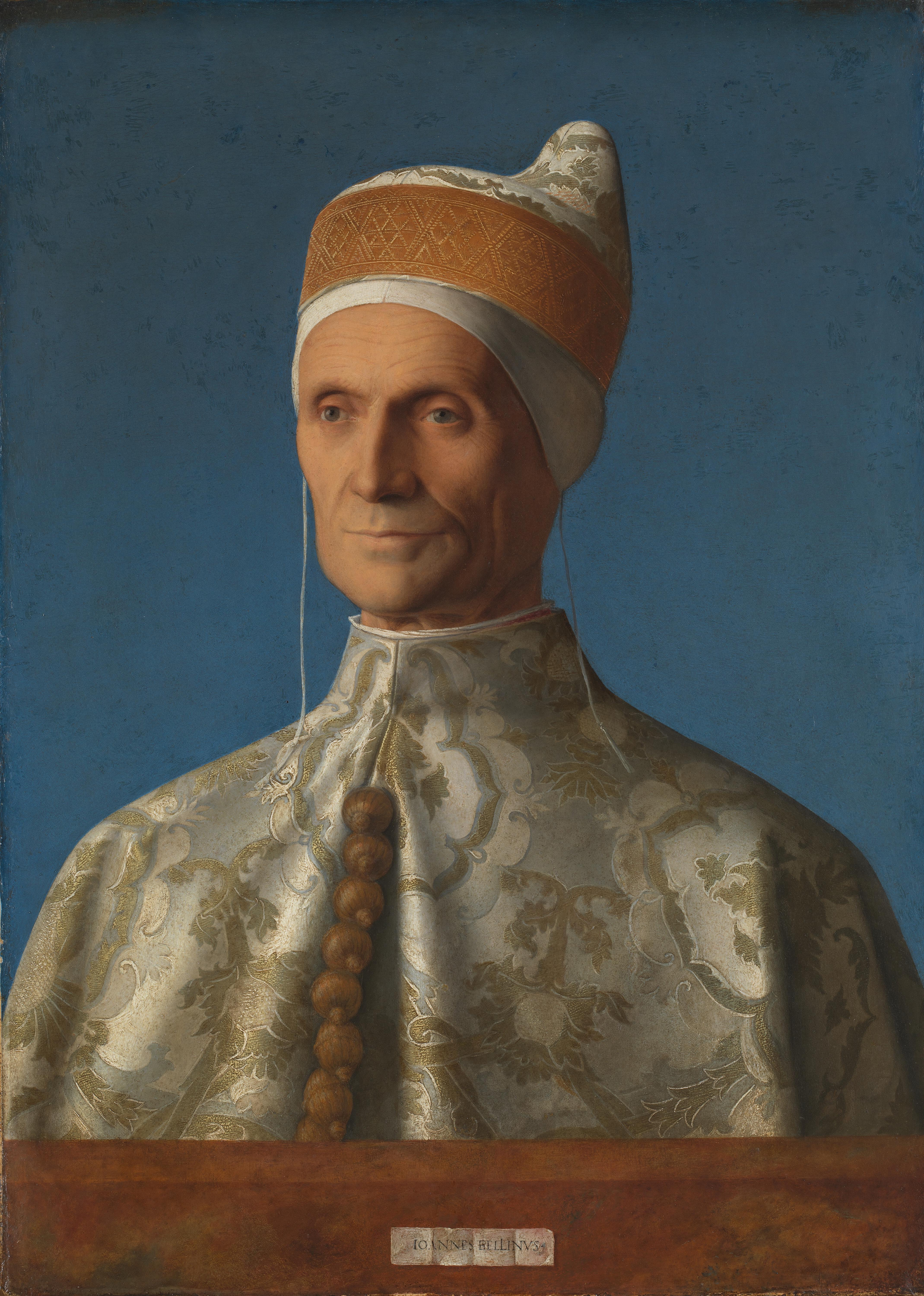
Leonardo Loredan (von Giovanni Bellini, 1501)

Die Familie ist eine der ältesten der Stadt Venedig. Möglicherweise stammt sie aus Loreo, eine später gelegentlich vorgebrachte Ableitung von Laureati erscheint legendär.
Der Admiral Pietro Loredan (1372–1438) besiegte 1416 die türkische Flotte in der Seeschlacht bei Gallipoli und die Genueser Flotte 1431 bei Rapallo. Er war der Anführer der Opposition gegen den Dogen Francesco Foscari und dessen Offensivpolitik zur Erweiterung der Terraferma in Oberitalien.
Leonardo Loredan († 1521), war von 1501 bis 1521 Doge von Venedig. In seine Zeit fielen zahlreiche kriegerische Auseinandersetzungen. Er musste die Republik gegen ein Bündnis zwischen König Ludwig XII. von Frankreich, Papst Julius II., Kaiser Maximilian I., Ferdinand II. von Aragón und einigen italienischen Kleinstaaten verteidigen, das durch Gelder der Fugger finanziert wurde. Loredan investierte erhebliche Mittel seiner Familie in die Aufrüstung der venezianischen Truppen. Durch geschickte Bündnispolitik gelang es ihm, einige Besitzungen Venedigs auf der Terraferma zu erhalten, jedoch war die Macht Venedigs gebrochen, die Stadtrepublik überschuldet und ihre Handelswege durch die Entdeckung Amerikas an den Rand geraten. Bekannt ist sein Porträt von Giovanni Bellini (1501). Er finanzierte ab 1481 den Bau des Palazzo Vendramin-Calergi.
1534 erwarb die Familie den Ort Barban in Istrien, der ihr als Sommersitz diente.
Die Familie stellte noch zwei weitere Dogen: Pietro Loredan (von 1567 bis 1570), der erst in hohem Alter gewählt wurde und unter dessen kurzer Herrschaft sich die wirtschaftliche Situation Venedigs dramatisch verschlechterte, und Francesco Loredan, in dessen Amtszeit (von 1752 bis 1762) die Republik eine kurze Blüte erlebte, da die Venezianer wegen ihrer Neutralität im Siebenjährigen Krieg fast konkurrenzlos in Europa Handel treiben konnten. In dieser Zeit verfügte die Familie Loredan über legendären Reichtum und besaß zahlreiche Palazzi. Casanova wurde unter Francesco Loredans Regierung 1755 wegen verdächtiger Umtriebe in die berüchtigten Bleikammern gesperrt, aus denen ihm seine spektakuläre Flucht gelang. Die Atmosphäre der Zeit wird in vielen Bildern von Pietro Longhi, Francesco Guardi, Giovanni Battista Tiepolo und Rosalba Carriera farbig und detailliert wiedergegeben.
Der Zweig von Santo Stefano erlosch mit Girolamo Loredan 1750, der Zweig von San Vio existiert bis heute. Die Grafen Loredan Moretti betreiben ein Weingut in Selva di Montello.

## Bedeutende Persönlichkeiten
Die Loredan stellten drei Dogen von Venedig:
- Leonardo Loredan (1436–1521), von 1501 bis 1521
- Pietro Loredan (um 1482–1570), von 1567 bis 1570
- Francesco Loredan (1685–1762), von 1752 bis 1762

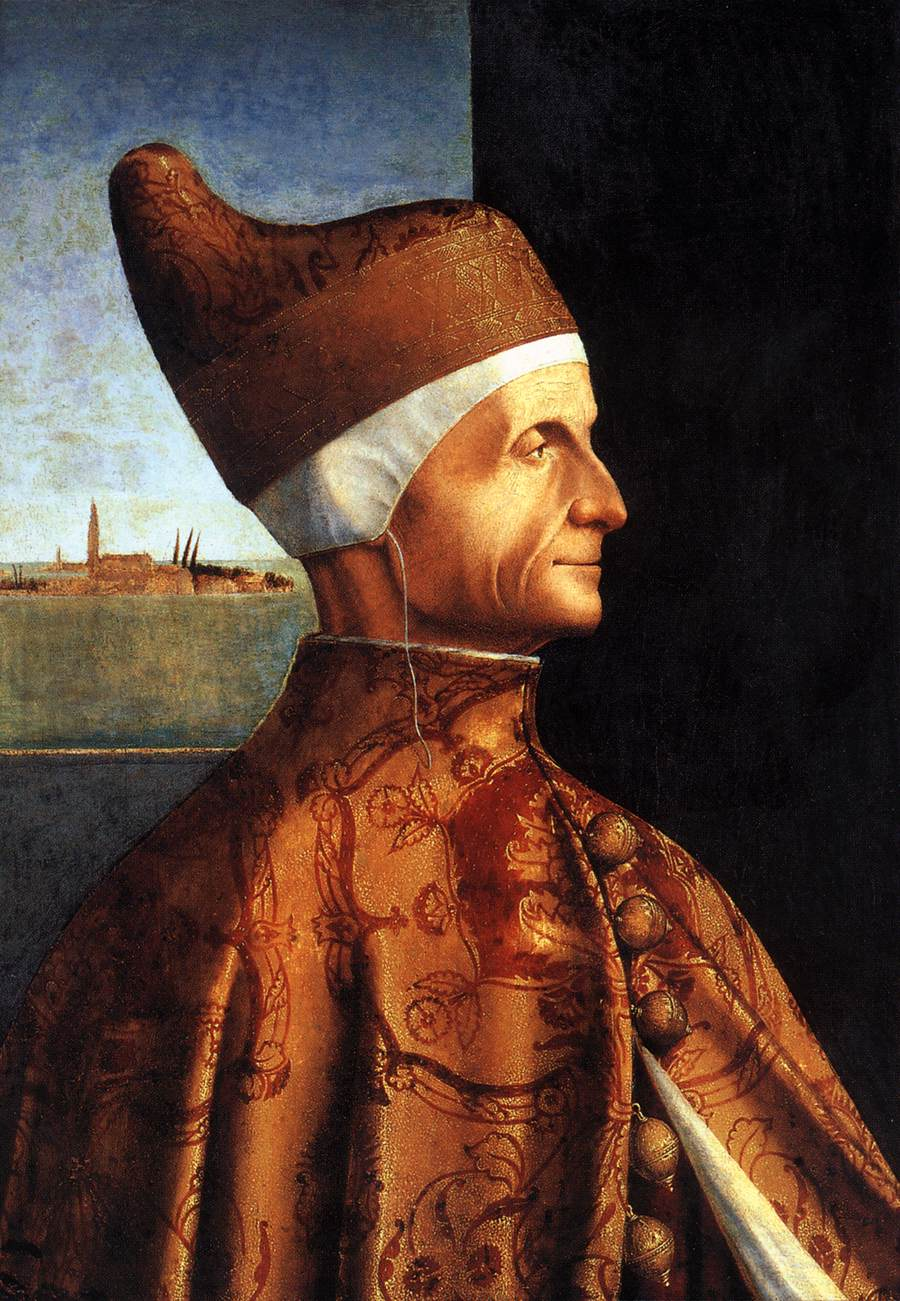
Leonardo Loredan (von Vittore Carpaccio)
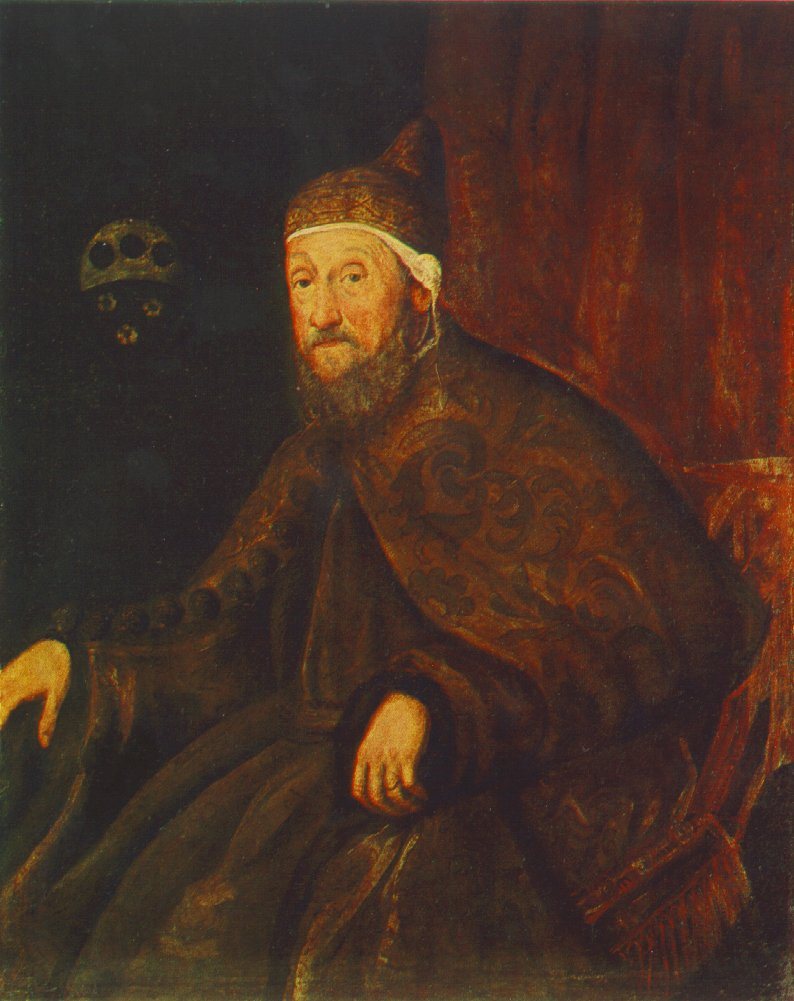
Pietro Loredan (von Jacopo Tintoretto)
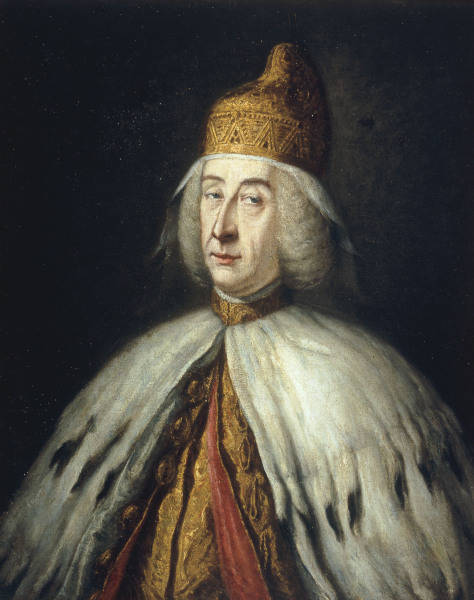
Francesco Loredan

sowie eine Reihe weiterer venezianischer Persönlichkeiten:
- Pietro Loredan (1372–1438), Admiral
- Alvise Loredan (1393–1466), Amtsträger und Flottenkommandant
- Giacomo Loredan (1396–1471), Amtsträger, Sohn Pietros
- Giorgio Loredan (vor 1404–1475), Amtsträger
- Antonio Loredan (1420–1482), Amtsträger und Marineoffizier
- Antonio Loredan (Diplomat) (1446–1514), Amtsträger und Diplomat
- Andrea Loredan (1455–1499), Marineoffizier und provveditore von Korfu
- Marco Loredan (1489–1557), Amtsträger
- Giovan Francesco Loredan (1607–1661), Amtsträger und Autor
- Francesco Loredan (Diplomat) (1656–1715), Gesandter am Kaiserhof in Wien

## Stadtpaläste
Die Familie erbaute oder erwarb im Lauf der Jahrhunderte in Venedig eine Reihe von Stadtpalästen (oft nach den Kirchsprengeln benannt) sowie in der weiteren Region, darunter:

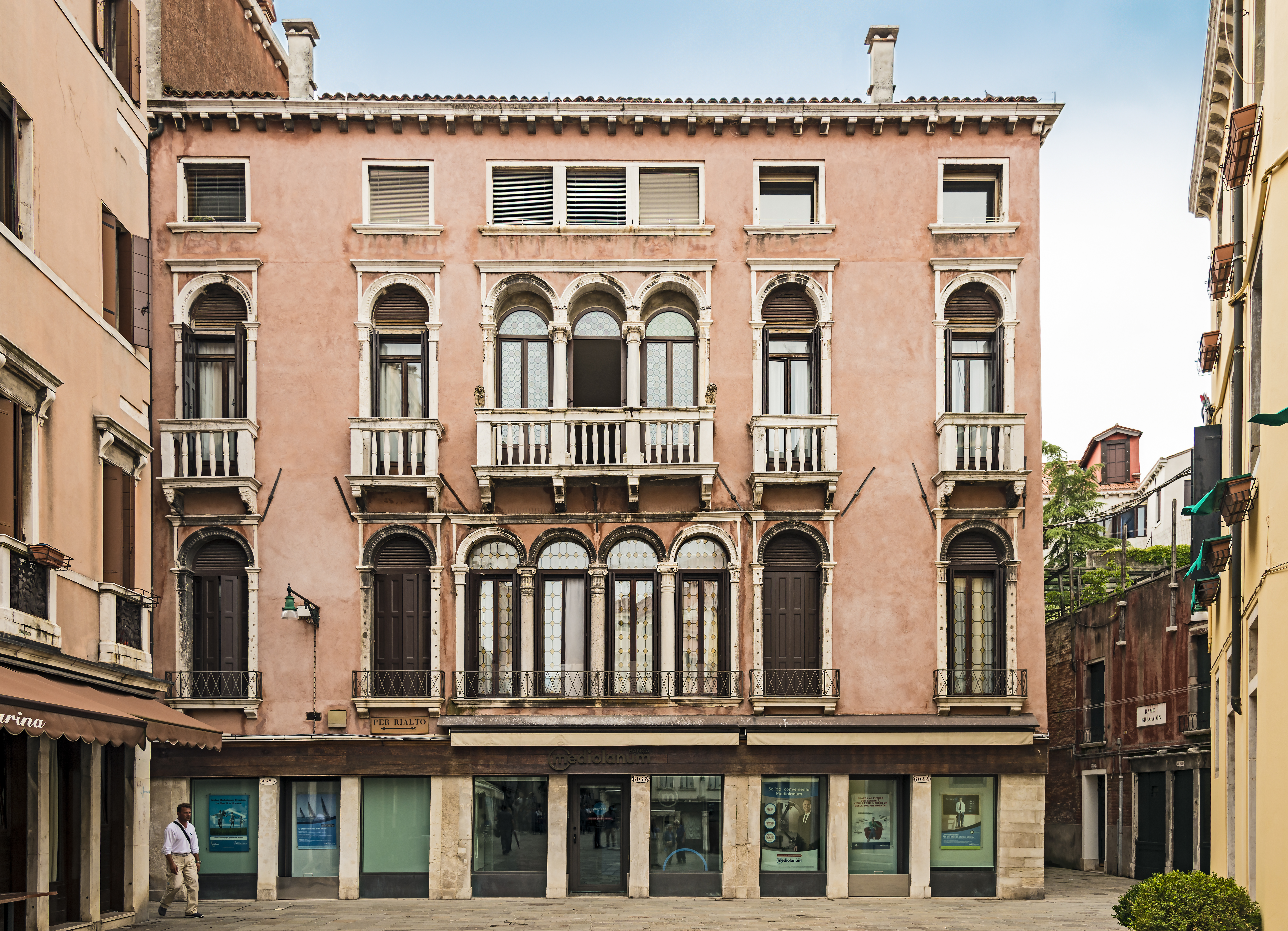
Palazzo Loredan in Santa Marina
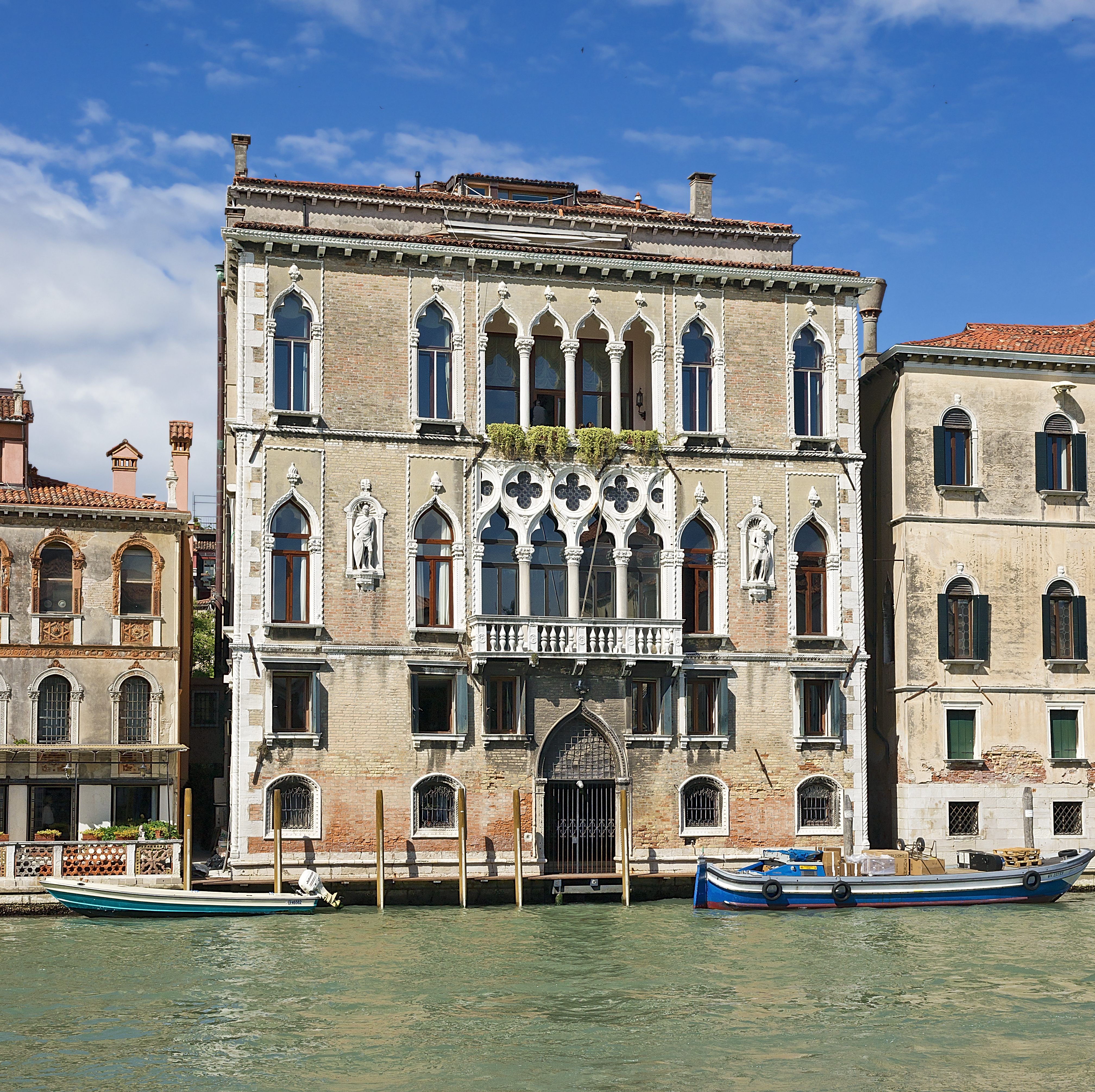
Palazzo Loredan dell’Ambasciatore in San Barnaba
Ca’ Loredan in San Luca
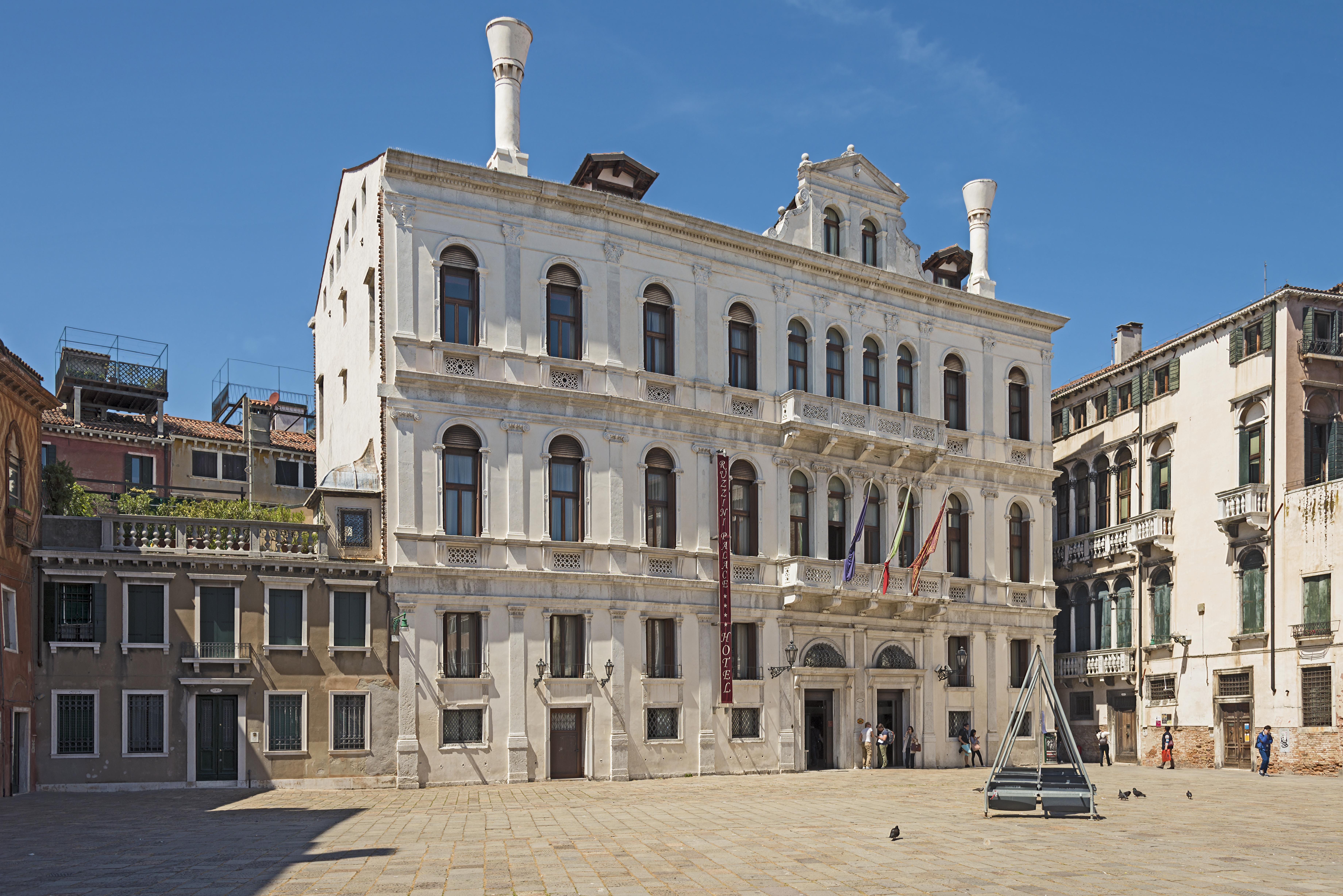
Palazzo Priuli Ruzzini Loredan in Santa Maria Formosa
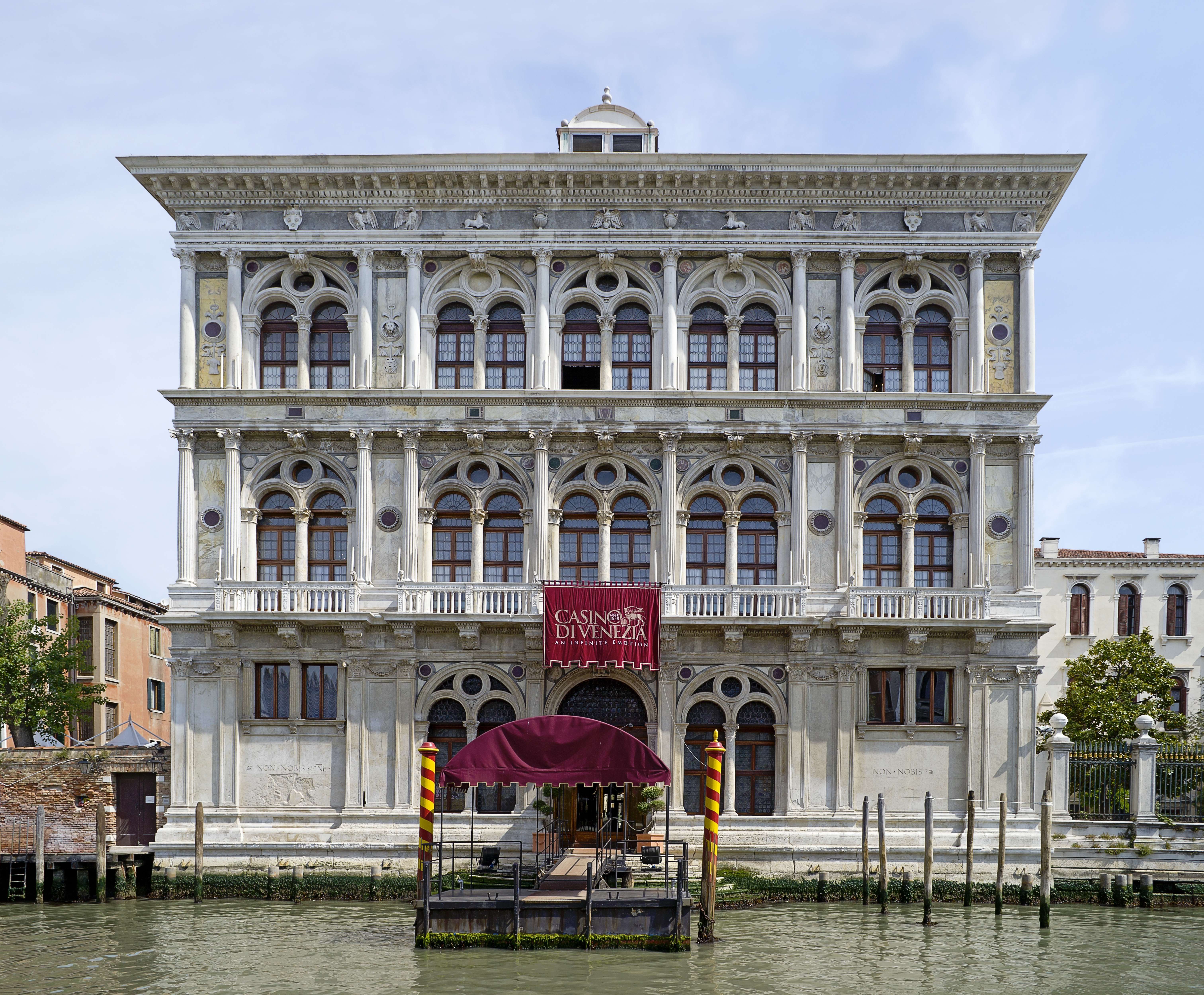
Palazzo Vendramin-Calergi, erbaut für Andrea Loredan
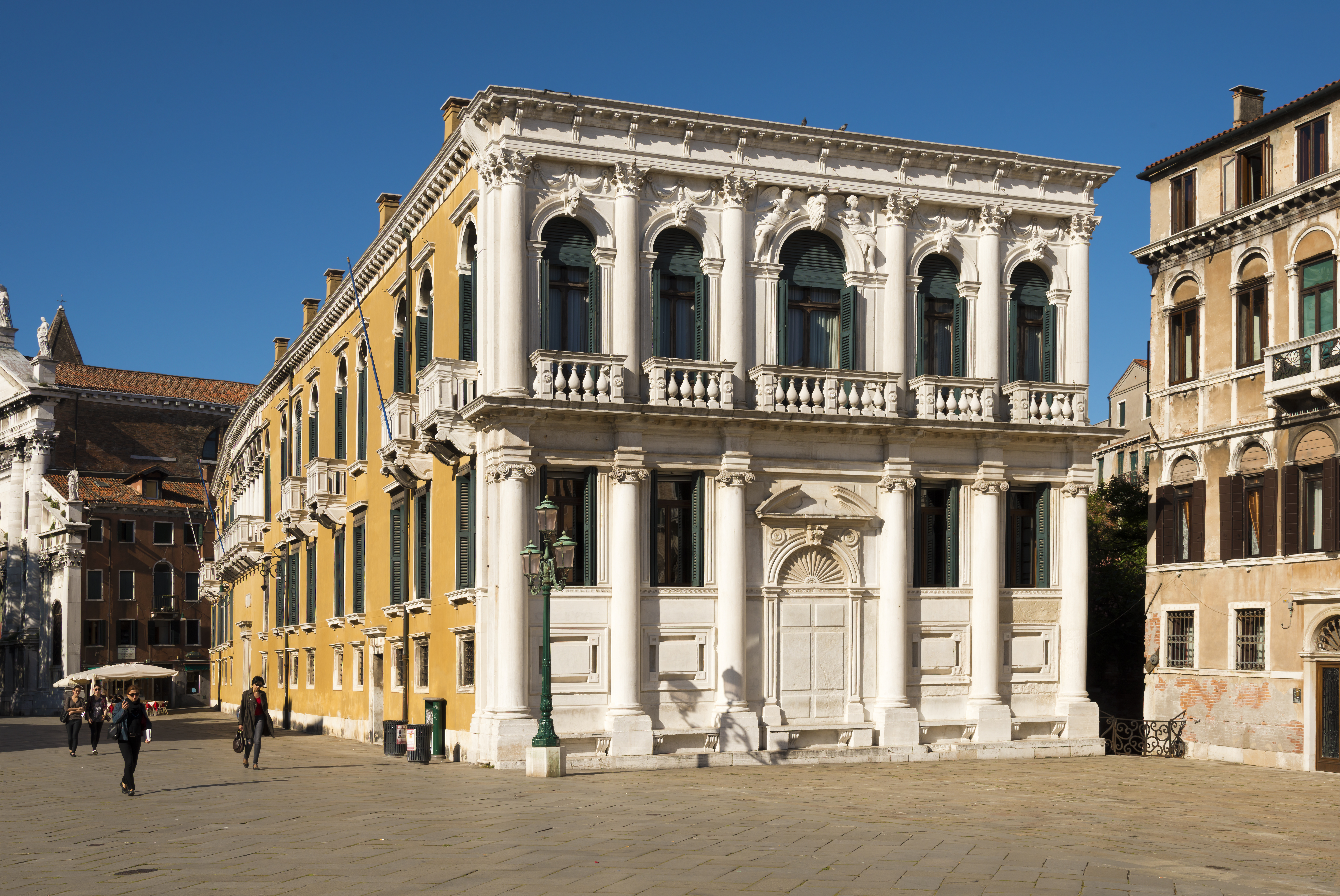
Palazzo Loredan am Campo Santo Stefano (1536–1805 im Besitz)
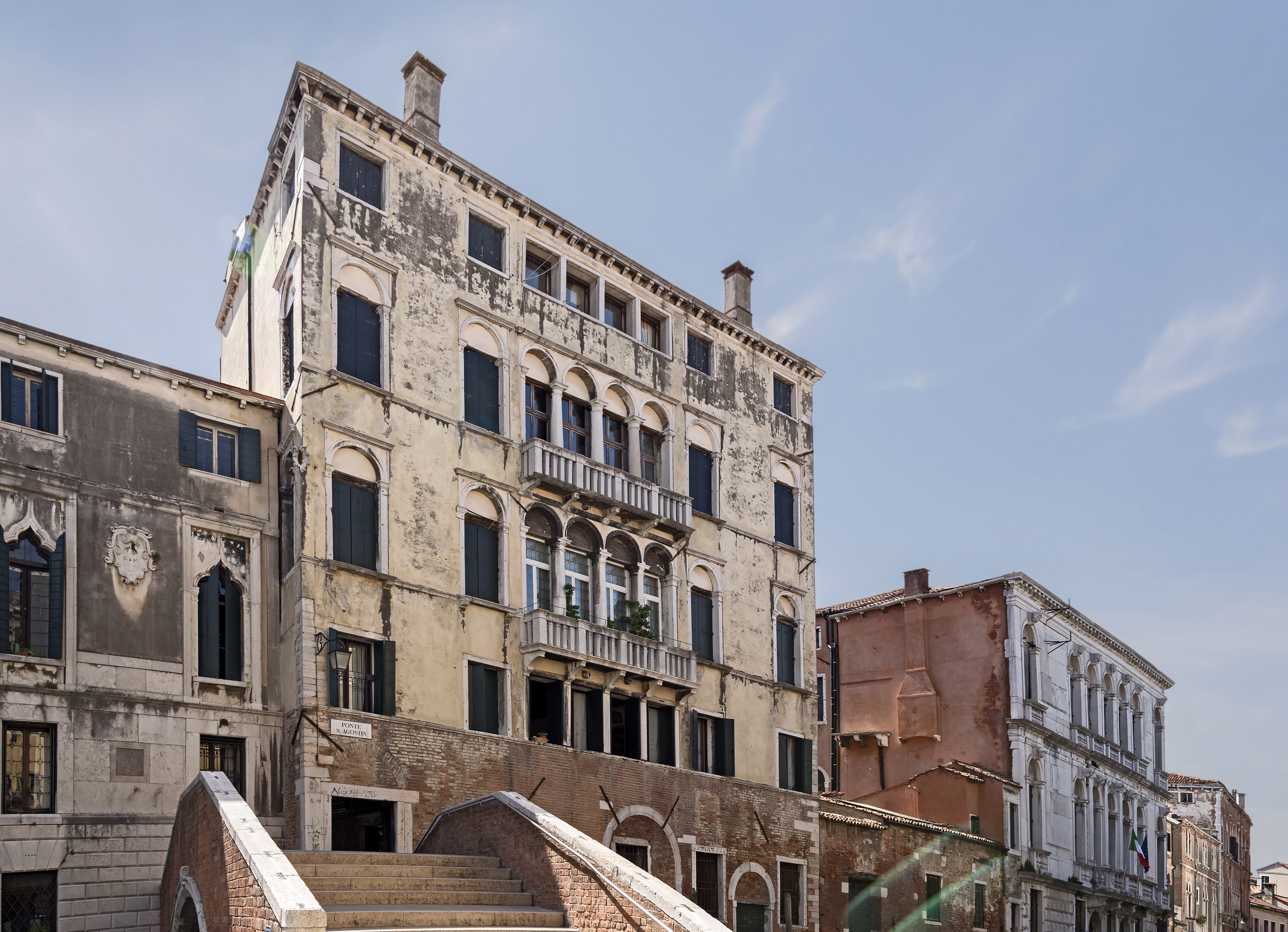
Palazzo Giustinian Loredan in San Stin
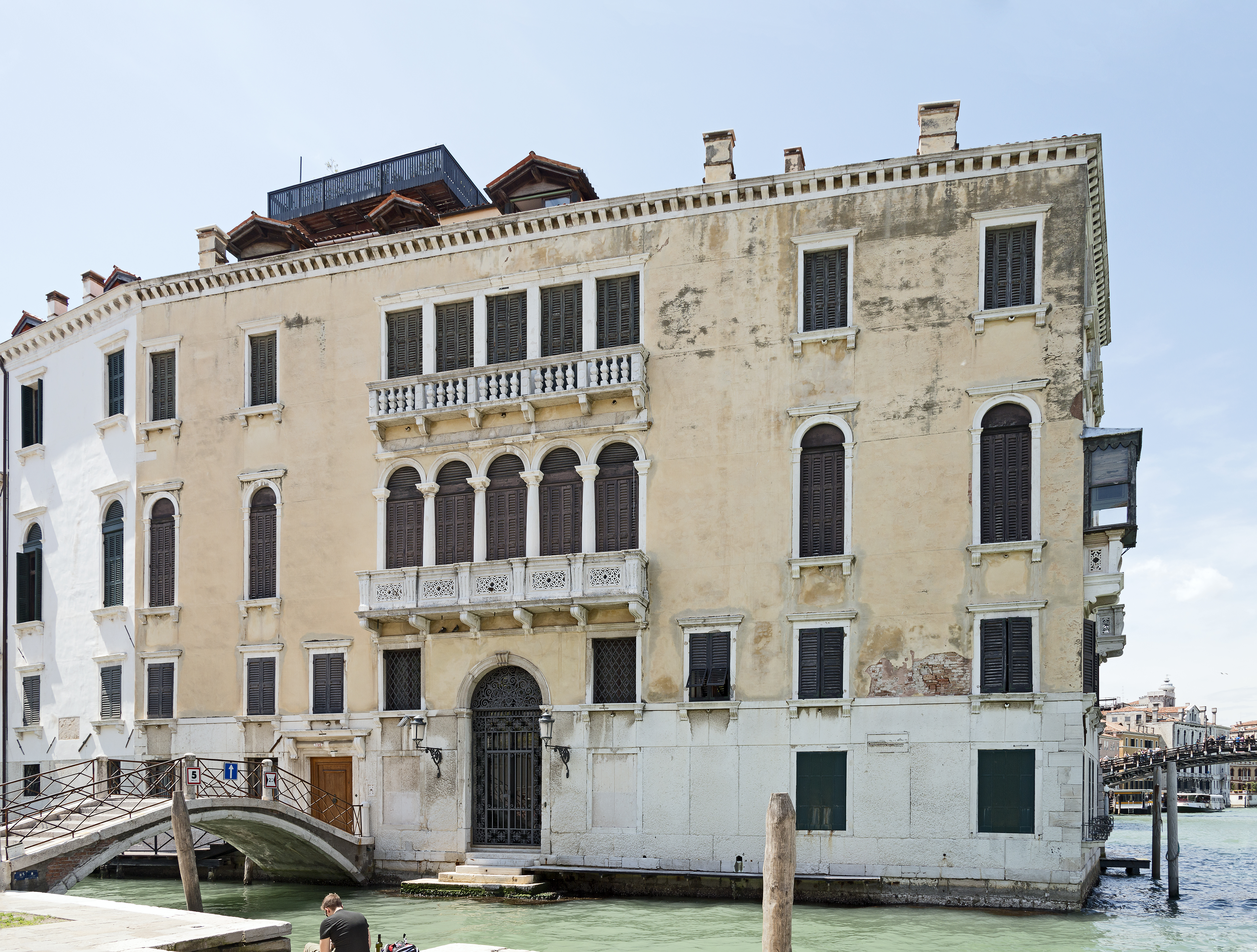
Palazzo Loredan Cini in Santa Agnese/San Vio
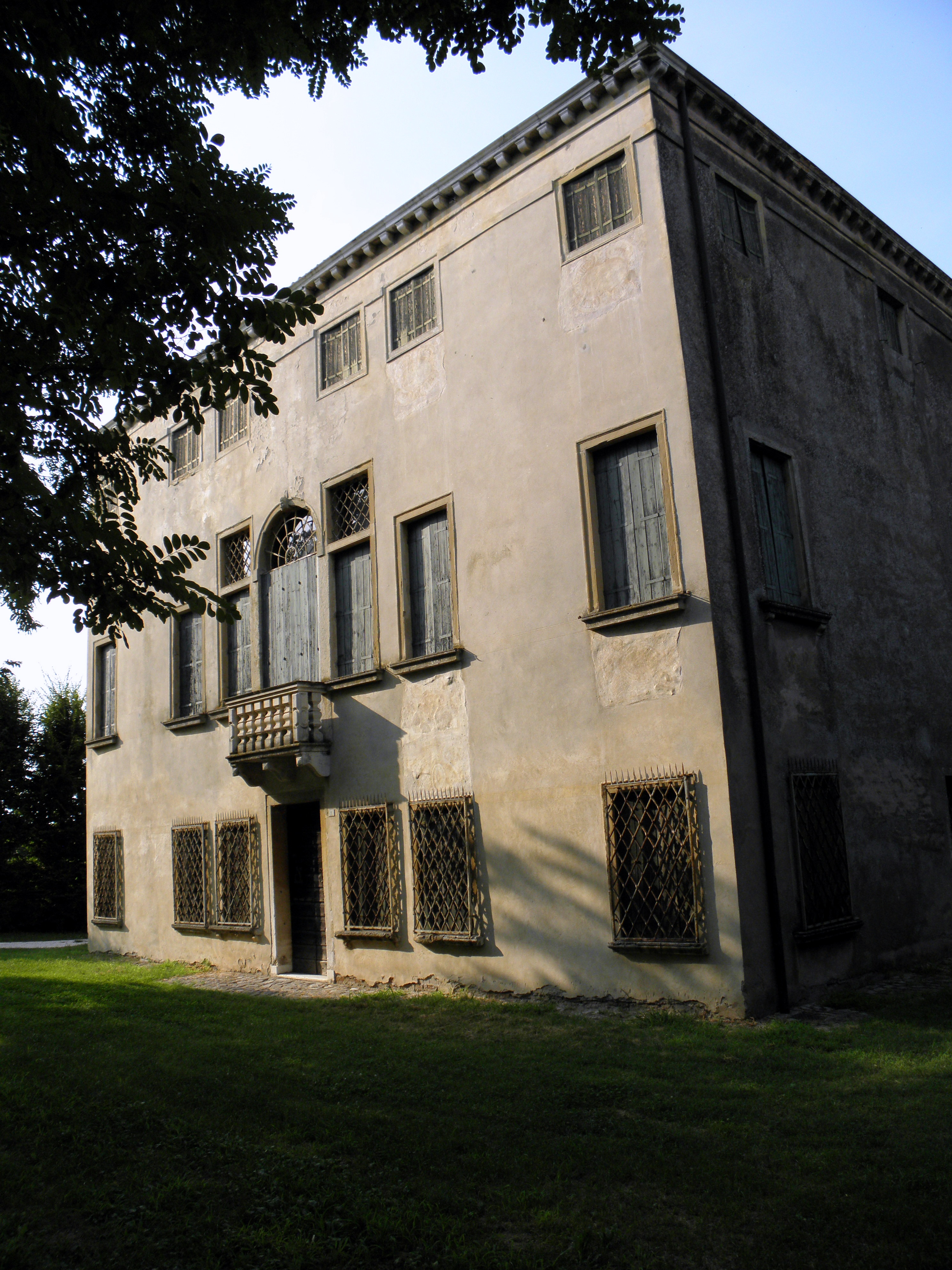
Villa Nani Loredan in Sant’Urbano (1666–1962)